# Autel du Ham
L'autel du Ham est un autel du Haut Moyen Âge, de l'époque mérovingienne, conservé dans le sous-sol de la médiathèque municipale Jullien de Laillier de Valognes dans le département français de la Manche en région Normandie. Il est classé au titre objet aux monuments historiques le 1er avril 1905.

## Historique

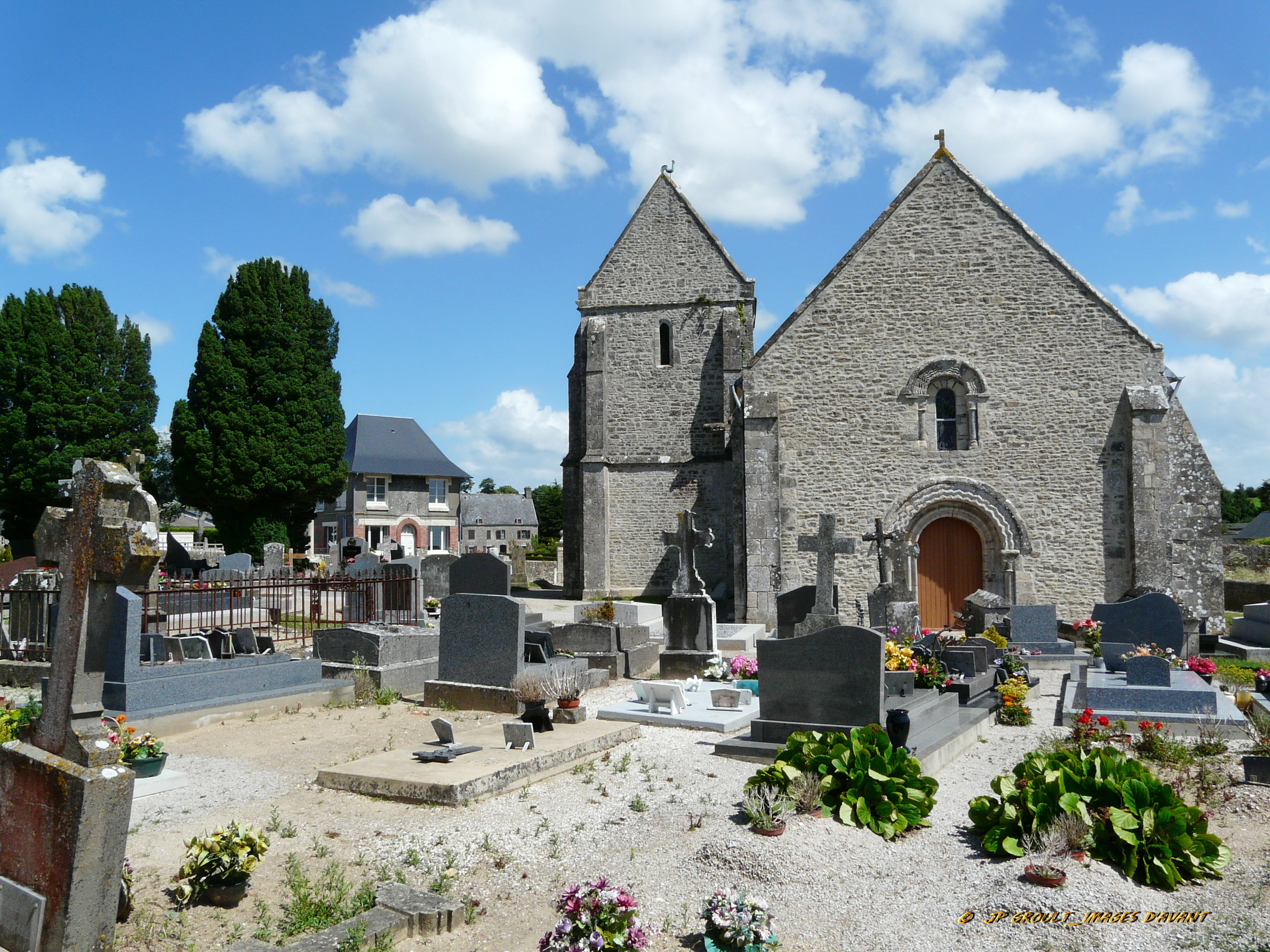
L'église Saint-Pierre du Ham, où a été retrouvé l'autel.

La table d'autel provient de l'ancienne abbaye de moniales bénédictines de Saint-Pierre du Ham bénie le 15 août 678 par Fromond, évêque de Coutances, sous le règne du roi mérovingien Thierry III. Les vers latins rapportent comment l'évêque Frodomondus construit et dédia cet autel à la Vierge.
Sa datation a fait l'objet de débats déjà signalés par Léchaudé d'Anisy au milieu du XIXe siècle, la date de 679 étant considérée comme une date ultime selon lui. L'abbaye est détruite par un raid mené par le chef viking Hasting.

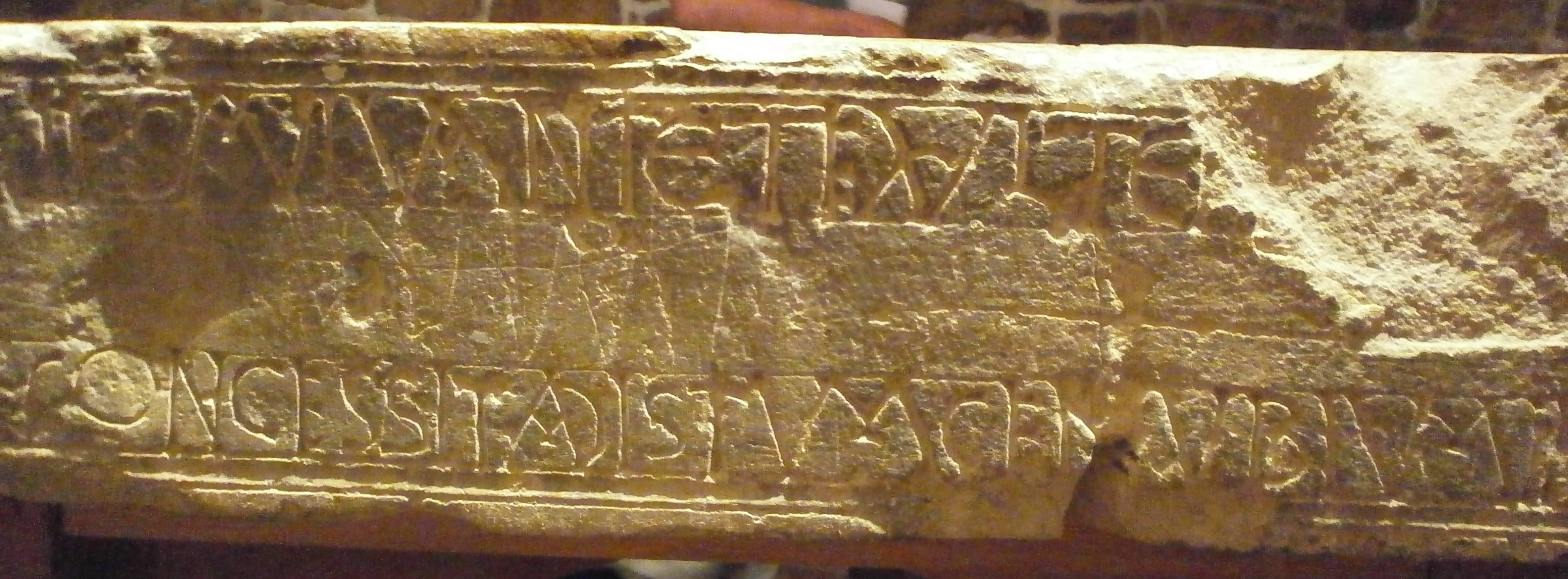
Détail des inscriptions.

L'autel est placé dans l'édifice reconstruit par Artefast, frère de Gunnor de Normandie. Le site ne sera par la suite qu'un simple prieuré. Placé dans le chœur de l'édifice il est par la suite déplacé dans la nef où il servit de crédence.
L'autel, retrouvé en 1690 en l'église Saint-Pierre du Ham, a fait l'objet d'études à partir de cette époque, de la part notamment de Jean Mabillon. L'historien et ecclésiastique Charles Trigan, curé de Digosville et auteur d'une Histoire ecclésiastique de la Normandie, étudia l'objet au XVIIIe siècle.
La table d'autel traverse la Révolution française sans heurts et lors de la réouverture des lieux de culte elle est déposée à la bibliothèque de Valognes.
Charles de Gerville offre un fac-similé à la toute jeune Société des antiquaires de Normandie. Le même tente une traduction de l'inscription mais se refuse à interpréter la dernière ligne du fait de son caractère incompréhensible selon lui.
Le conseil de fabrique décide de la vendre au département de la Manche en 1833.

## Description
La table, qui mesure 1,05 × 0,98 m et épaisse de 14 cm, est en calcaire et « d'un grain fin, facile à tailler ». Sur le dessus figure une croix.
La traduction de l'inscription portée est : « Le recteur de la ville de Coutances, le seigneur Fromond, pontife, en l'honneur de la bienfaisante Marie, mère du Seigneur, a dans la foi élevé ce temple et cet autel, et en a fait la dédicace solennelle à la mi-août. Que l'anniversaire de cette fête soit célébré chaque année. L'an sixième du règne de Thierry III, roi de France, l'évêque Fromond qui vit encore heureusement, entoura de murs solides ce monastère. Exerçant sa charge pastorale dans l'amour du Seigneur, il établit de la plus heureuse façon la bergerie de ses ouailles. Il voulut les mettre à l'abri de la morsure des loups dévorants. Il prit grand soin de les diriger vers les pâturages éternels du Christ, unies au chœur des vierges, avec Marie la très sainte. Avec elle. Puissent-elles vivre et exulter dans les siècles éternels. De plus, le roi a concédé le terrain pour ce couvent. Fromond a commencé lui-même la construction avant de devenir évêque... A la suite de plusieurs largesses, il lui donna encore d'autres prairies, au nombre de sept. C'est ainsi que fut fondée cette basilique
en l'honneur du Seigneur. 

Exerçant sa charge pastorale dans l'amour du Seigneur, l'évêque Fromond établit de la plus heureuse façon la bergerie de ses ouailles. Il voulut les mettre à l'abri de la morsure des loups dévorants. Il prit grand soin de les diriger vers les pâturages éternels du Christ, unies au chœur des vierges, avec Marie la très sainte […] »,.

Détail
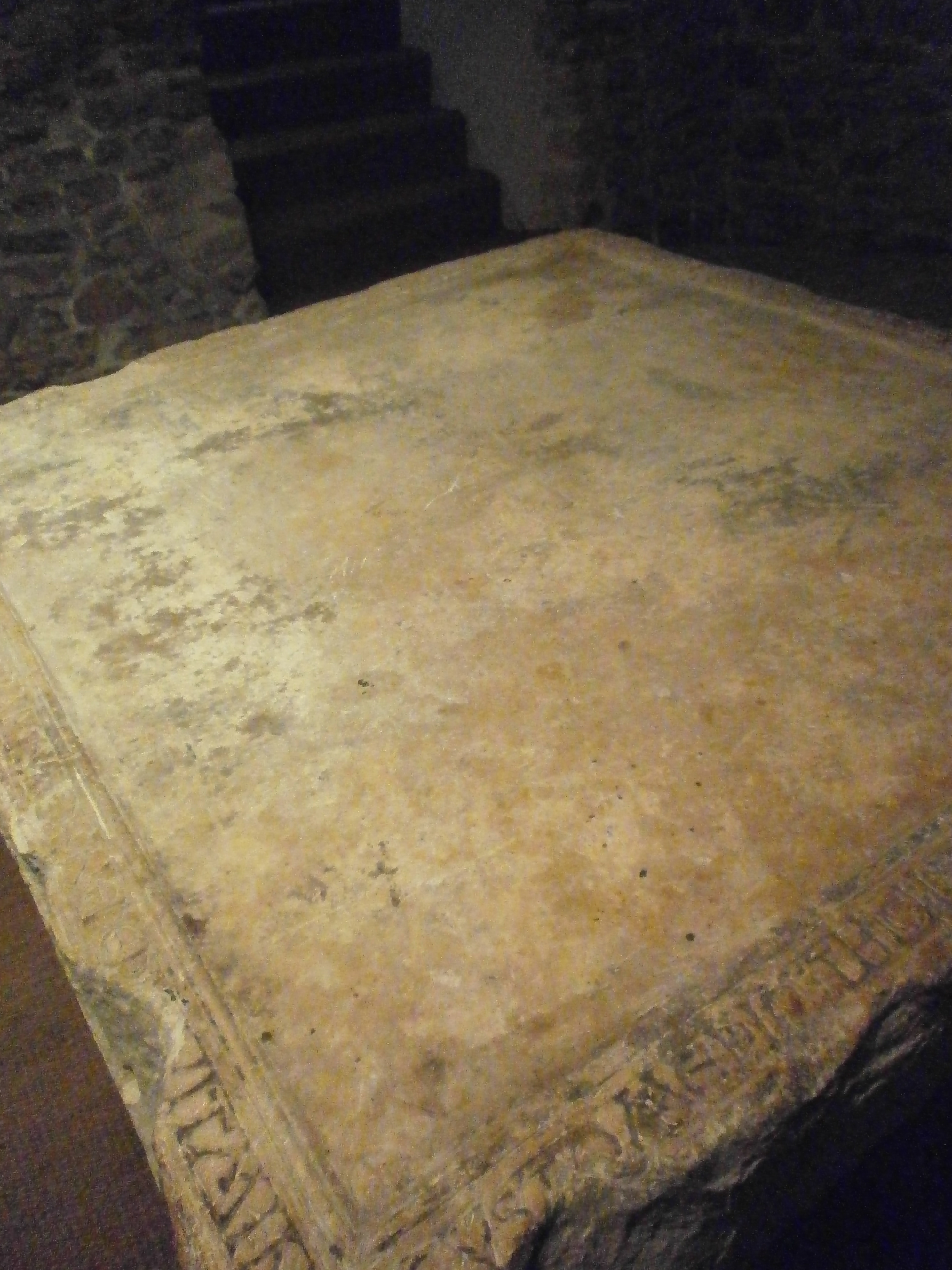
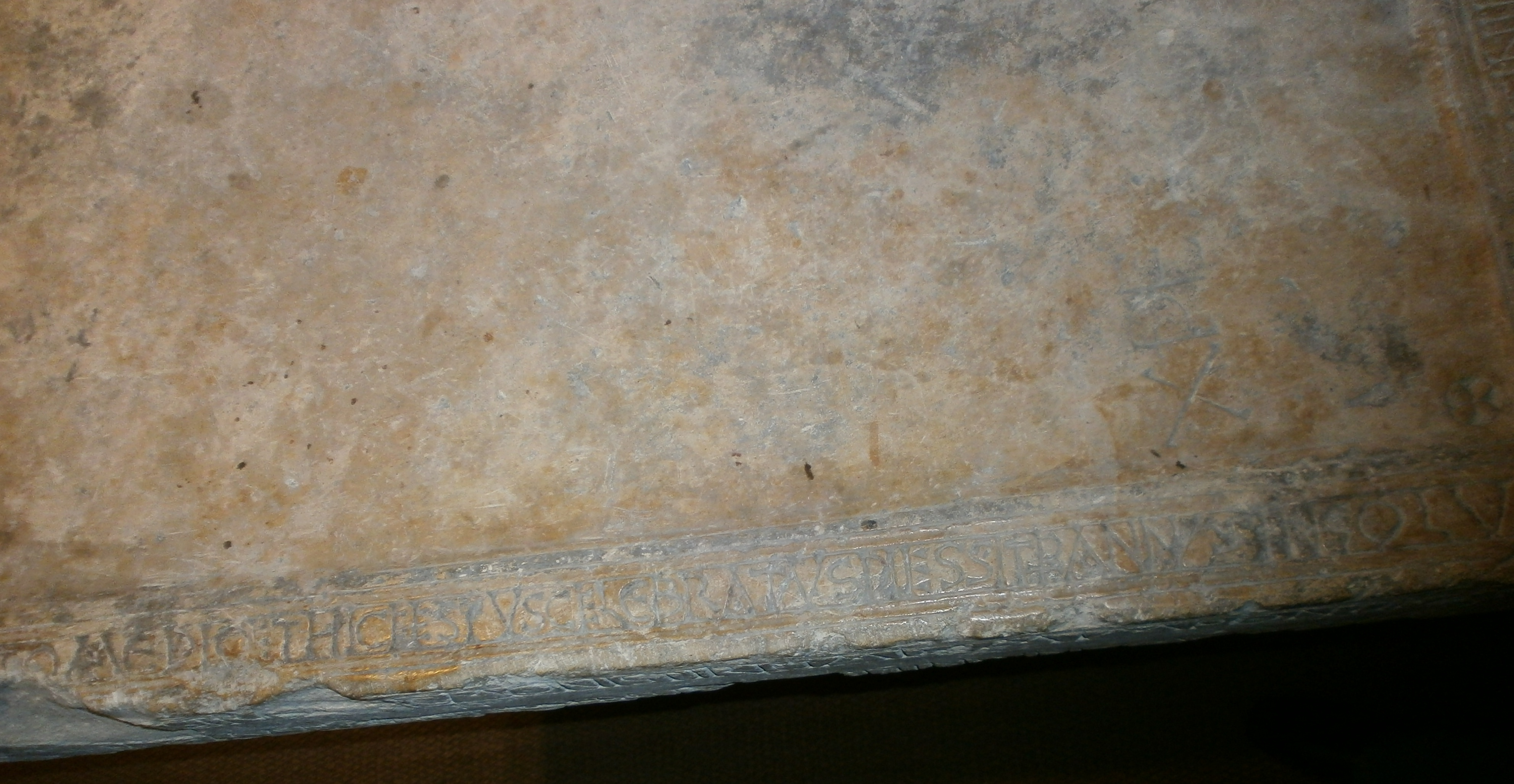
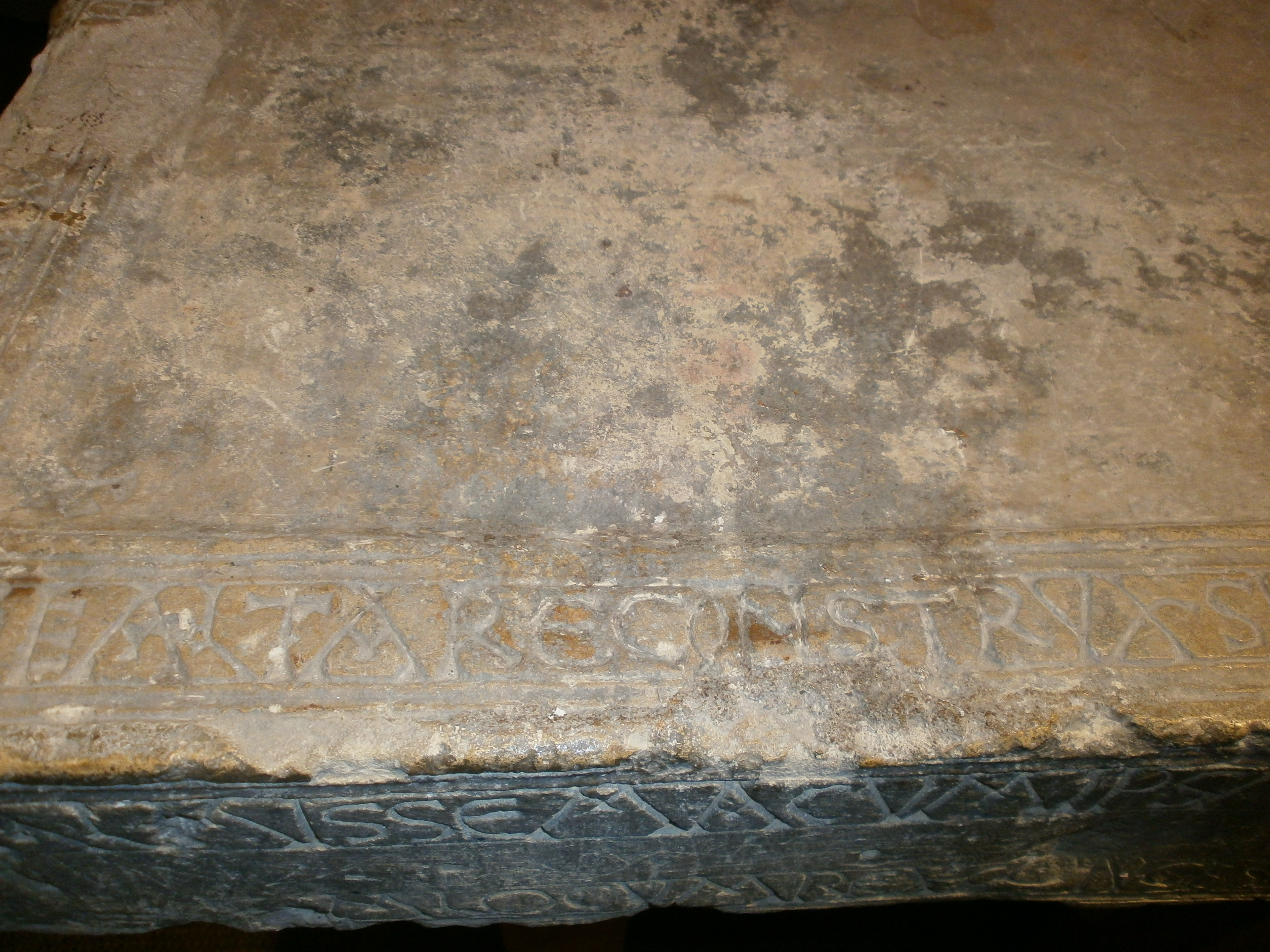

Pour l’Église catholique locale, ce texte est un « important témoignage historique » qui « confère à cet autel un intérêt exceptionnel ». En effet, pour les autorités religieuses, il « témoigne du culte de l'Assomption en Cotentin au VIIe siècle, ce qui est extrêmement tôt par rapport à la diffusion générale de ce culte, émergeant au IXe siècle, confirmé au XIIIe siècle ».